# Chlorochaeta subargentaria
Chlorochaeta subargentaria är en fjärilsart som beskrevs av Charles Oberthür 1916. Chlorochaeta subargentaria ingår i släktet Chlorochaeta och familjen mätare. Inga underarter finns listade i Catalogue of Life.